# Batalha de Camlann
Na lenda arturiana, a batalha de Camlann (em galês: Gwaith Camlan ou Brwydr Camlan) foi a última batalha travada por rei Artur contra Sir Mordred, onde o monarca morreu ou foi ferido mortalmente. De acordo com diferentes versões da mitologia arturiana, a batalha teve lugar em Somerset ou em Salisbury, Inglaterra. Algumas fontes indicam que a batalha foi despoletada por um soldado que, contrariando as ordens de seu general, desembainhou a sua espada para matar uma serpente. A este sinal, os exércitos do rei Artur e de Sir Mordred saíram à carga.[carece de fontes?]

## Etimologia
O nome pode derivar de um britônico *Cambo-landa ("torção/torção-clausura" ou "torção/torção aberta"), ou (menos provável) *Cambo-glanna ("torção/torção banco [de um rio]"), conforme encontrado no nome do forte romano de Camboglana em Cúmbria.

## Historicidade
A referência mais antiga à batalha é uma entrada nos Annales Cambriae de meados do século X para o ano 537, que menciona a "Batalha de Camlann, na qual Artur e Medraut caíram, e houve grande mortalidade na Grã-Bretanha e na Irlanda". Esta é também a primeira menção de Medraut (mais tarde Mordred ), mas não especifica se ele e Arthur lutaram do mesmo lado ou quem ganhou a batalha.
Andrew Breeze (2020) argumenta que a batalha é histórica e foi uma consequência da fome associada aos eventos climáticos extremos documentados de 535-536, que causou, nas palavras dos Annales Cambriae, "grande mortalidade na Grã-Bretanha e na Irlanda " Ele interpreta Camlann como um ataque ao gado no centro da Grã-Bretanha; Breeze cita R. G. Collingwood, no sentido de que uma identificação de Camlann com "Camboglana na Parede de Adriano" foi "convincente". Discutindo outras indicações sugerindo Camlann como Castlesteads, perto de Carlisle, Breeze conclui: "Há todos os motivos para pensar que, em 537, quando as paredes desta fortaleza eram altas [...], Artur foi morto [lá] por homens de Regede, o reino britânico centrado em Penrith."
Flint Johnson discorda da interpretação de Breeze de Camlann como uma invasão de gado, mas também concorda que a batalha foi histórica, que as causas teriam sido políticas, a data ainda é incerta e concluiu que:  
"O motivo mais razoável para a morte de Artur foi associado a 537 é porque, como rei, ele estava associado à fertilidade de seu reino e 537 foi um período de fome. Faria todo o sentido para um estudioso medieval com uma formação cultural britânica que a morte de um rei renomado tivesse causado o infertilidade generalizada de 537".
No entanto, a maioria dos historiadores considerava Arthur e a Batalha de Camlann lendários. Nick Higham argumentou que, como Camlann não é mencionado na lista das batalhas de Arthur na História dos Bretões do século IX, a fonte dos Annales Cambriae era provavelmente uma elegia ou lamento do Antigo Galês sobre um Artur diferente, talvez um listado a genealogia dos reis de Difede.